# 장곡초등학교 (경북)
장곡초등학교는 대한민국 경상북도 칠곡군에 있는 초등학교다.

## 학교 연혁
- 1949.09.01 장곡심상소학교로 설립인가
- 1974.03.06 장곡국민학교로 개칭
- 1981.03.01 병설유치원 개원
- 1996.03.01 장곡초등학교로 교명 변경
- 2000.09.07 증축교사(현 건물) 준공
- 2005.03.01 경상북도교육청 지정 방과후학교 시범학교 운영(2년간)
- 2009.03.01 경상북도교육청 지정 다문화교육 연구학교 운영(2년간)
- 2010.03.01 자율학교 지정 운영 (2010.03.01~2013.02.28)
- 2011.03.01 경상북도교육청 지정 학습동아리 시범학교 운영(2011.03.01~2013.02.28)
- 2014.02.13 제59회 졸업식(총 졸업생 수 2,829명)
- 2014.03.01 초등39학급(특수학급 2학급 포함), 유치원 4학급 편성 운영
- 2014.03.01 제26대 노병석 교장 부임
- 2016.02.06 제60회 졸업식(총 졸업생수 2,346명)
- 2019.02.17 제61회 졸업식(총 졸업생수 2,135명)
- 2022.02.25 제62회 졸업식(총 졸업생수 6,594명)